# Jan Czarniecki
Jan Czarniecki, Jan z Czarncy herbu Łodzia (zm. przed 13 lutego 1690 roku) – podstarości i sędzia grodzki krakowski w latach 1680–1681, miecznik krakowski w 1658 roku.
Syn starosty żywieckiego Krzysztofa.
Poseł sejmiku proszowickiego województwa krakowskiego na sejm 1677 roku.